# 21927 Sarahpierz
21927 Sarahpierz è un asteroide della fascia principale. Scoperto nel 1999, presenta un'orbita caratterizzata da un semiasse maggiore pari a 3,0687731 UA e da un'eccentricità di 0,0936458, inclinata di 1,85699° rispetto all'eclittica.